# Coccothrinax jamaicensis
Coccothrinax jamaicensis är en enhjärtbladig växtart som beskrevs av Robert William Read. Coccothrinax jamaicensis ingår i släktet Coccothrinax och familjen Arecaceae.
Artens utbredningsområde är Jamaica. Inga underarter finns listade i Catalogue of Life.